# Ngày 3 tháng 5 năm 1808
Ngày thứ 3 tháng 5 năm 1808 (còn được biết đến với tên gọi El tres de mayo de 1808 en Madrid, hay Los fusilamientos de la montaña del Príncipe Pío, hoặc Los fusilamientos del tres de mayo or Los fusilamientos del tres de mayo) là một tác phẩm hội họa được họa sĩ lừng danh người Tây Ban Nha Francisco Goya hoàn thành vào ngày 1814, nay được treo trong bảo tàng Prado, Madrid. Với kích thước 268 cm × 347 cm (106 in × 137 in), bức tranh được Francisco hoàn thành nhằm kỷ niệm chiến thắng của quân và dân Tây Ban Nha trước quân xâm lược Pháp của Napoléon trong cuộc chiến tranh Bán đảo. Cùng với tác phẩm cũng kích thước khác mang tên Ngày thứ 2 tháng 5 năm 1808 (còn được biết với tên gọi Cuộc tấn công của người Mamluk), vốn được chính phủ lâm thời Tây Ban Nha đặt hàng.
Nội dung của bức tranh, trình bày, và bố cục hợp lý tạo nên những bước đột phá, và thể hiện đầy đủ nguyên mẫu về những nỗi kinh hoàng của chiến tranh. Mặc dù được hoàn thành dựa trên những học hỏi từ các tiền bối trong làng nghệ thuật, nhưng ngày thứ 3 tháng 5 năm 1808 đánh dấu một bước đột phá trong các phong cách nghệ thuật. Phân tách từ nghệ thuật hội họa Cơ đốc giáo truyền thống, được hòa trộn với nghệ thuật hội họa chiến tranh vốn có, nó không có tiền lệ gì khác biệt, nhưng được biết đến như một trong những bức tranh đầu tiên của kỷ nguyên Hội họa hiện đại. Theo sử gia nghệ thuật Kenneth Clark, Ngày thứ 3 tháng 5 năm 1808 là tác phẩm lớn đầu tiên có thể khơi dậy được một cuộc cách mạng trong mọi ý nghĩa của từ ngữ, trong phong cách, chủ đề, và trong mọi chủ ý".
Mặc dù Ngày thứ 3 tháng 5 năm 1808 giữ lại các yếu tố của loại tranh lịch sử, nhưng trong sự lựa chọn chủ đề ấn tượng và phong cách trình bày kịch tính của nó, nó đại diện cho sự bứt phá ra ngoài khuôn mẫu và trật tự của trường phái nghệ thuật đang hiện hành. Cùng với nhiều tác phẩm khác, các tác phẩm mang phong cách nghệ thuật phá cách và sáng tạo của ông là hình mẫu cho các nghệ sĩ thế hệ sau như Édouard Manet hay Picasso.#

## Bối cảnh

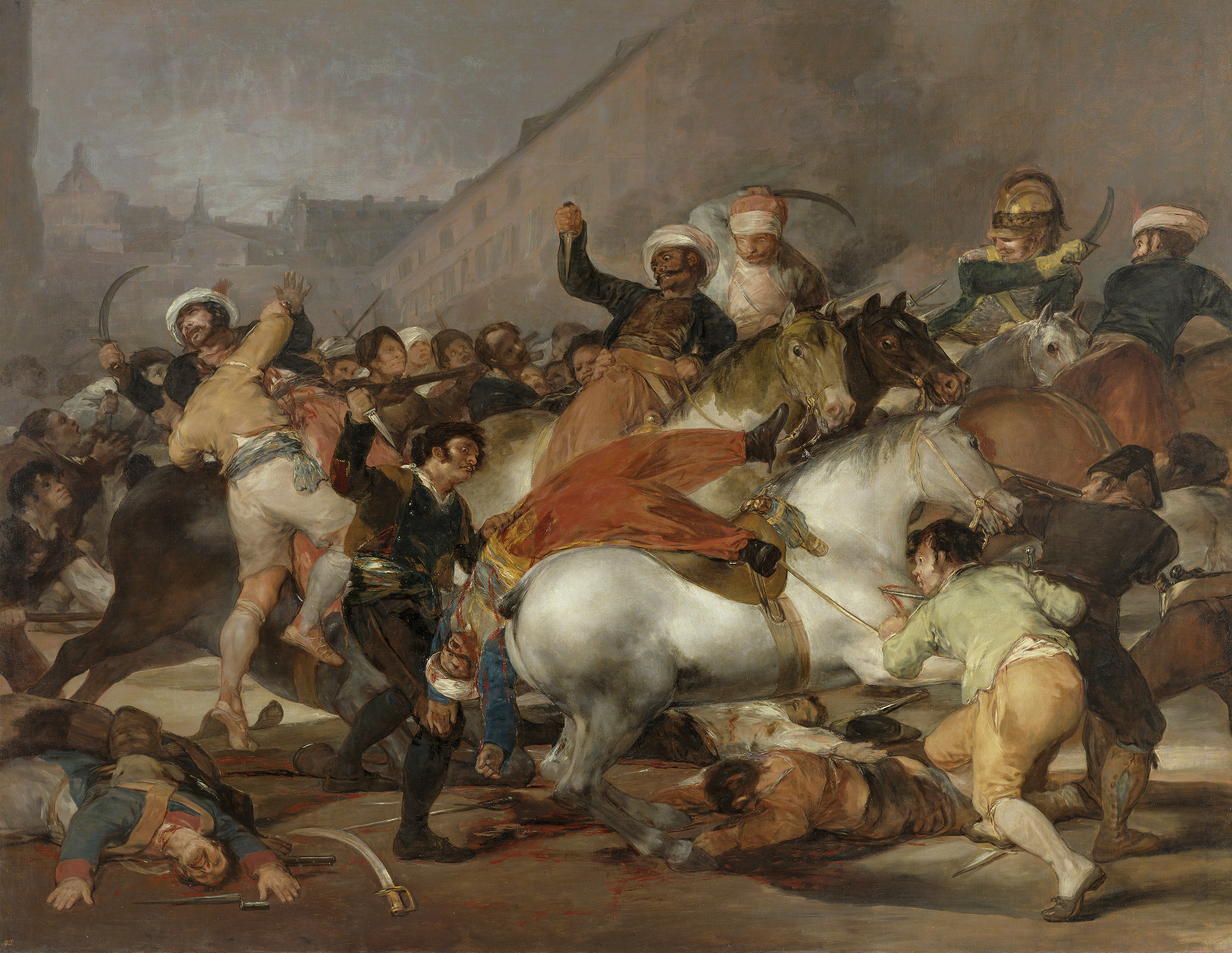
Bức tranh Ngày 2 tháng 5 năm 1808, bức tranh cùng cặp với bức tranh chính, hoàn thành 2 tháng trước khi bức thứ 2 ra đời.

Napoléon I của Pháp tư xưng là Đệ Nhất Tổng tài của nước Cộng hòa Pháp vào ngày 18 tháng 2 năm 1799 và đăng quang làm Hoàng đế vào năm 1804. Bởi vì Tây Ban Nha kiểm soát Eo biển Gibraltar, con đường nối Đại Tây Dương với Địa Trung Hải, vị trí chính trị và chiến lược của Tây Ban Nha trở nên quan trọng đối với lợi ích của Pháp. Đức vua Tây Ban Nha, Carlos IV, được người bây giờ cho là bất lực và nhu nhược. Thậm chí ngay trong triều đình, ông cũng bị xem là "vị vua ngu dốt, người không quan tâm đến chính sự nước nhà vì ham mê săn bắn", và ông còn không ngăn nổi vợ mình, Maria Luisa của Parma, ngoại tình với người khác. Napoléon, tận dụng việc vua yếu hèn, đã đề xuất cả hai nước liên minh với nhau để chinh phục Bồ Đào Nha và sau đó thì chia đôi